# 韋健生
韋健生（Michael Wilkinson）（1945年—2019年2月20日）是一名英國法學家，專攻物業轉移、民事訴訟法、倫理學等。
從內殿律師學院取得律師資格以及從劍橋大學菲茨威廉學院取得古羅馬和古希腊法博士後，回大學擔任講師，當中首批學生包括李國能。其後到烏干達、馬拉維等非洲國家任教，在馬拉維被當成間諜驅出境後，1983年加入香港大學法律學院擔任高級講師。執教共35年期間，曾經任教香港大約7成律師，2019年在香港因肺癌而病逝。